# Akasaka Prince Hotel
Az Akasaka Prince Hotel (赤坂プリンスホテル, Akaszaka Purinszu Hoteru), 2007 óta Grand Prince Hotel Akasaka (グランドプリンスホテル赤坂, Gurando Purinszu Hoteru Akaszaka) a japán Prince szállodalánc „zászlóshajója”, a tokiói nagytoronyházak egyik leglátványosabbika, Tange Kenzó alkotása (1982). A 40 emeletes, hófehér szálloda két szárnya 45 fokos szöget zár be a központi résszel, így minden szobának kétfelé nyílik kilátása a városra. A Tange szerint a 21. századot előlegező épületet régi vizesárok szegélyezi, mert az akaszakai „hotelfalut” egy hajdani daimjókastély parkjában építették fel. Az Akasaka Prince-ben amerikai, kínai és japán éttermek sokasága található, végig tükrös falú báltermében 1000 vacsora-, illetve 2500 koktélpartivendég fér el, hagyományos japán lakosztályai forrófürdő-medencékkel is rendelkeznek.
2010 áprilisában bejelentették, hogy a Grand Prince 2011 márciusában bezár, az épületet lebontják.
Közvetlenül a 2011-es tóhokui földrengés után a tokiói önkormányzat és a tulajdonosok úgy döntöttek, hogy a szálloda legalább júniusig nyitva marad, fukusimai kitelepítetteket helyeznek el benne. A bontási munkálatokra végül 2013-ban került sor, speciális technikával, felülről lefelé haladva „szedték szét” az épületet, aminek révén a zaj- és porártalmak kilencven százalékát kiszűrhették.